# 西卡勒哈魯伯體育場
西卡勒哈魯伯體育場是一座位於印尼西爪哇省萬隆縣梭里昂的綜合性體育場。它目前常用於舉辦足球賽事，可容納27000人。它為2018年亞洲運動會男子足球比賽比賽場館之一。
體育場為Persikab Kabupaten Bandung的主場，2009年起佩西比萬隆的主場賽事於此舉行。